# 魏廷鶴

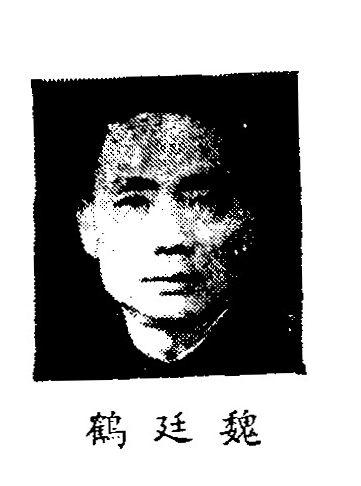
魏廷鶴近照

魏廷鶴（1901年—?年），字寅軒，四川省大邑縣上安鎮人，後遷居大邑縣城東街，曾任立法院立法委員。

## 經歷[1][2][3]
- 幼時家貧，家裡以打布殼子為生。
- 民國10年(1921年)，畢業于邛州聯合中學，繼入上海中法國立工業專科學校。
- 民國15年（1926年），入陸軍軍官學校第四期政治科。
- 參加北伐戰爭，任國民革命軍宣傳大隊長、團政治訓導員，師政治部副主任。
- 民國16年（1927年）秋，廣州政府選送100人去日本學習時，魏廷鶴入選，入日本東京明治大學政治經濟科。
- 中國國民黨駐日本總支部暨辦事處執行委員。
- 明治大學畢業回國後，任中國國民黨浙江省黨務特派員、政治監察員兼嘉興縣縣長。
- 民國16年（1927年）5月，中國國民黨浙江省嘉屬黨務特派員。[4]
- 中國國民黨中央黨部訓育幹事
- 中國國民黨軍事委員會北平分會政訓處主任秘書處長
- 中國國民黨軍事委員會西安分會供職
- 民國17年（1928年）11月，黃埔同學會日本直屬第七分會改組委員[5]
- 民國20年（1931年）初，中國國民黨東京直屬支部成立，為執行委員及常務委員[6]
- 1931年，國民會議僑民代表（日本），外交審查委員會委員[7]
- 中國國民黨四川省黨部特派員[8]、執行委員。
- 民國24年（1935年）11月，出席中國國民黨第五次全國代表大會。
- 1937年7月22日，大邑縣選舉國民大會代表，魏廷鶴、牟允文當選，後因抗戰，會延開。[9]
- 中國國民黨四川省黨政軍聯合特別黨部辦公室少將主任。
- 抗日戰爭爆發後，任川康綏靖公署少將政治特派員，國民政府成都行轅政治部中將主任兼特別黨部書記長、中央訓練團政訓班訓育幹事，四川省戰時服務團團長，省訓團指導員。
- 中國國民黨川康綏靖公署特別黨部書記長兼指導委員、政治部主任。
- 1940年，任四川省黨政軍幹部聯席會（特別委員會）審訊組長[10]
- 1945年，四川省參議會參議員[11]
- 1946年7月退役，11月任制憲國民大會代表，
- 1947年9月30日，聘任國民大會憲政實施促進委員會研究委員會委員。
- 1948年，當選四川省第二選區立法委員。競選中，倡導修建玉璽河水利工程，
- 民國38年（1949年）10月，魏廷鶴的襟兄王安懋被扣捕，關在邛崍縣監獄。他在成都為營救王安懋奔走，事情未果。
- 成都解放前夕，魏廷鶴和友人馮家邦，各準備一件和尚衣，說要出家當和尚。他倆先到彭縣，後又向茂汶方向出走。
- 1952年，在雅江縣被捕。[12][13]
- 中國文化建設協會四川省分會籌備委員會委員[14]

## 出席立法院會期委員會
第一屆第一會期
- 農林及水利委員會
- 經濟及資源委員會
- 國防委員會